# Síndrome de Tourette
La síndrome de Tourette (ST), també coneguda com a síndrome de Gilles de la Tourette, és un trastorn neurològic heretat, amb inici a la infantesa, caracteritzat per la presència de múltiples tics motors i almenys un tic vocal. Els tics poden ser transitoris o crònics.
Aquesta síndrome era considerada estranya, molt sovint associada amb l'articulació de paraules obscenes o observacions socials inadequades i despectives (coprolàlia). Malgrat això, aquest símptoma està només present en una petita minoria de gent que presenta la síndrome. Els malalts tenen la mateixa esperança de vida i intel·ligència que les persones que no pateixen la síndrome. La gravetat dels tics disminueix en la majoria dels nens a mesura que van creixent; tot i així, trobem individus afectats a totes les edats.
L'etiologia exacta de la síndrome és desconeguda, encara que els factors genètics i ambientals hi tenen un paper molt important. La majoria dels pacients no requereixen medicació. No existeix medicació eficaç per a cada tipus de tic.
L'epònim fou concedit per Jean-Martin Charcot (1825-93) en nom del seu resident Georges Gilles de la Tourette (1859-1904), neuròleg francès que el 1885 va publicar un estudi sobre nou pacients amb la síndrome.

## Causes
La causa exacta de la síndrome és desconeguda, però se sap que els factors genètics i ambientals hi estan implicats. Els estudis genètics han demostrat que la majoria dels casos que es donen són heretats, encara que el mode exacte de l'herència encara es desconeix i no s'ha identificat cap gen. En alguns casos, els tics poden no tenir un origen genètic; aquests casos s'identifiquen com a síndrome "esporàdica" de Tourette o turetisme.
La persona afectada per la síndrome té un 50% de probabilitat de transmetre el(s) gen (s) als descendents. Malgrat això, el fet d'heretar el(s) gen(s) no significa que s'hagi de desenvolupar la malaltia. El gènere sembla tenir un paper en l'expressió de la vulnerabilitat genètica; els mascles són més propensos que les femelles a expressar la síndrome turètica.
Els factors ambientals, infecciosos o psicosocials influeixen en la severitat amb què es manifesten els símptomes. Els processos autoimmunes poden intervenir en l'inici i l'exacerbació dels tics.

## Símptomes
Els primers símptomes s'inicien generalment entre els 7 i els 10 anys i solen afectar amb més freqüència els homes que les dones. Els tics són irresistibles i no es poden reprimir indefinidament. Algunes persones tenen sensacions corporals en un lloc específic abans de produir-se el tic (com ara una tensió, pressió, pessigolleig, picor) que s'alleugen amb l'aparició d'aquests símptomes. A banda dels tics, les persones que pateixen aquesta síndrome també poden presentar trastorns associats. Els més freqüents són el trastorn obsessivocompulsiu (TOC) i el trastorn per dèficit d'atenció amb hiperactivitat (TDAH). També poden patir trastorns del son, trastorns de l'aprenentatge, problemes de conducta, problemes de control d'impulsos, depressió i ansietat.
Malgrat que la síndrome de la Tourette pot manifestar-se com a condició crònica, la majoria de les persones que la pateixen presenten els símptomes més greus durant els primers anys d'adolescència i van millorant amb el pas del temps.

## Diagnòstic
La síndrome de Tourette es pot diagnosticar quan una persona exhibeix múltiples tics motors i un o més tics vocals en el període d'un any (no cal que siguin concurrents), sense més de tres mesos en què no es produeixin tics.
L'inici ha d'haver estat abans dels 18 anys i no ha de ser atribuïble a efectes fisiològics d'alguna substància o a altres malalties. Per la qual cosa, les malalties que inclouen tics, com l'autisme o el turetisme han de ser descartades abans de conferir el diagnòstic de síndrome de Tourette.

## Tractament
El tractament no sempre és necessari, només en els casos en què els tics o els trastorns associats interfereixen en la vida quotidiana. En aquests casos, existeixen fàrmacs efectius que ajuden a controlar els tics. Actualment els més eficaços són els neurolèptics. De tota manera, no existeix cap medicament que sigui capaç d'eliminar els símptomes d'aquest trastorn. També es poden tractar de forma eficaç amb tractaments farmacològics i/o psicològics els símptomes del TDAH o del TOC que presenten molts pacients amb síndrome de la Tourette. La teràpia psicològica intervé en aspectes com l'estrès i l'ansietat, les dificultats d'aprenentatge, els problemes de conducta i l'impacte psicosocial en la persona afectada i en la seva família.

## Epidemiologia
La síndrome de Tourette s'ha descrit històricament com un trastorn estrany, amb prop de 5 a 10 persones de cada 10.000. La prevalença contemporània estima que es donen entre 1 i 3 casos entre cada 1000 persones o fins i tot 10 de cada 1000.

## Casos notables
- Samuel Johnson, escriptor anglès.
- Wolfgang Amadeus Mozart, compositor austríac.
- Napoleó Bonaparte, militar i emperador de França.
- Pere el Gran, tsar de Rússia.
- Molière, dramaturg francès.
- Hans Christian Andersen, escriptor danès.
- André Malraux, escriptor francès.
- Howard Hughes, enginyer, aviador i productor de cinema estatunidenc.
- Rodney Marks, astrofísic australià.
- Brad Cohen, professor i escriptor estatunidenc. Va escriure Front of the class: how Tourette syndrome made me the teacher I never had.
- Tim Howard, porter de futbol estatunidenc, del Manchester United.
- Quim Monzó, escriptor català.
- Mahmoud Abdul-Rauf, jugador de bàsquet estatunidenc.
- Tobias Picker, compositor estatunidenc.
- Basshunter, cantant i discjòquei suec.
- Billie Eilish, compositora i cantant estaunidenca.

## Curiositats
El protagonista de la novel·la Motherless Brooklyn de Jonathan Lethem és un detectiu amb Tourette.
Al disc In Utero de Nirvana hi ha una cançó amb el nom d'aquest trastorn: tourette's; així, amb la inicial minúscula.
Al videojoc Sam & Max Season Two, el personatge Timmy Two-Teeth té ST.
A la sèrie de dibuixos animats South Park, el capítol 1108 està dedicat a aquesta síndrome.
A la pel·lícula de Mark Mylod The big white l'actriu Holly Hunter interpreta Margaret Barnell, que té ST.
També Michael J. Fox interpreta un personatge amb ST a la sèrie de televisió Scrubs.